# Peter Buwalda
Peter Buwalda (Brussel, 30 december 1971) is een Nederlandse schrijver en columnist. Buwalda was eerder journalist en redacteur bij diverse uitgeverijen.
De in Blerick opgegroeide schrijver was medeoprichter van het tijdschrift Wah-Wah. Daarnaast schreef hij essays en verhalen voor literaire tijdschriften als Bunker Hill, De Gids, Hollands Maandblad en Vrij Nederland. In 1996 viel hij - toentertijd redacteur van het Kafka-katern - op met het essay Een omleiding wegens kuilen in De Gids over Bruno Schulz, Franz Kafka en Leopold von Sacher-Masoch.
In september 2010 debuteerde hij met de roman Bonita Avenue, uitgegeven door De Bezige Bij. Op 22 september 2011 won hij de Academica Debutantenprijs. Op 30 oktober 2011 won hij de Selexyz Debuutprijs. Tevens won hij de Tzumprijs 2011 en de Anton Wachterprijs voor de beste debuutroman in 2012. Bonita Avenue werd vertaald in het Duits en Frans (2013), Engels, Hongaars en IJslands (2014) en in het Portugees en Deens (2016). In maart 2019, negen jaar na zijn debuut, bracht hij zijn tweede roman Otmars zonen uit. In deze roman keert hij terug naar het decor van zijn debuut Bonita Avenue: Enschede en de campus van de universiteit.

## Publicaties (selectie)
- Bonita Avenue (roman). Amsterdam, De Bezige Bij, 2010.
- De wethouders van Juinen. (20e Kellendonklezing). Nijmegen, Radboud Universiteit, 2013.
- Suzy vindt van niet (columns). Amsterdam, De Bezige Bij, 2014.
- Van mij valt niks te leren (columns). Amsterdam, De Bezige Bij, 2015.
- De kurk. Nader tot Mart Smeets (bibliofiele uitgave). Met tekening door Paul van der Steen. Haarlem, De Korenmaat, 2016.
- Verse probz. (columns). Amsterdam, De Bezige Bij, 2016.
- De kleine voeten van Lowell George (columns). Amsterdam, De Bezige Bij, 2017
- Otmars zonen (roman). Amsterdam, De Bezige Bij, 2019. Bekroond met de BookSpot Literatuur Lezersprijs 2019.